# Las Nieves
Las Nieves este o arie protejată (arie specială de conservare — SAC, sit de importanță comunitară — SCI) din Spania întinsă pe o suprafață de 5.114,6 ha, integral pe uscat.

## Localizare
Centrul sitului Las Nieves este situat la coordonatele 28°44′43″N 17°48′40″W / 28.7454°N 17.8111°V.

## Înființare
Situl Las Nieves a fost declarat sit de importanță comunitară în octombrie 1999 pentru a proteja 5 specii de plante și 1 specie de animale. Situl a fost protejat și ca arie specială de conservare în ianuarie 2010.

## Biodiversitate
Situată în ecoregiunea , aria protejată conține 11 habitate naturale: Tufărișuri termo-mediteraneene și de pre-deșert, Pajiști macaroneziene cu vegetație endemică, Păduri macaroneziene de dafin (Laurus, Ocotea), Păduri endemice cu Juniperus spp., Lande oro-mediteraneene cu formațiuni endemice de grozamă, Pante stâncoase silicioase cu vegetație casmofită, Câmpuri de lavă și excavații naturale, Faleze cu floră endemică de pe coastele macaroneziene, Păduri de pin endemic canariene, Păduri de Olea și Ceratonia, Plantații de palmieri Phoenix.
La baza desemnării sitului se află mai multe specii protejate:
- plante (5): Echinodium spinosum, Echium gentianoides, Sambucus nigra subsp. palmensis, Vandenboschia speciosa, Woodwardia radicans
- mamifere (1): Plecotus teneriffae